# Cosmozetes pentasetarum
Cosmozetes pentasetarum är en kvalsterart som först beskrevs av Engelbrecht 1973.  Cosmozetes pentasetarum ingår i släktet Cosmozetes och familjen Microzetidae. Inga underarter finns listade i Catalogue of Life.